# Стойко Ненчев
Стойко Ненчев е български волейболист, роден на 25.11.1984 г. в гр. Сливен. Той е с ръст 200 см и тегло 96 кг, доминираща дясна ръка. Говорими езици – български, английски, френски. Играе на поста централен блокировач. Волейболната му кариера започва в младежкия ВК „ЦСКА“ (София). Семеен статус – женен.

## Спортна кариера

### Национален отбор
- 2009 – NATIONAL TEAM WORLD LEAGUE
- 2005 – 2008 – “B” NATIONAL TEAM
- 2004 – Balkan volleyball championships – 1 place

### Клубни отбори
- 2013 – 2014 Saint Nazaire (France) Pro A
- 2012 – 2013 Saint Nazaire (France) Pro B – 1 place
- 2011 – 2012 Aich-Dob Posojilnica (Austria)[1] – 2 place , CEV CUP, MEVZA tournament
- 2010 – 2011 Narbonne(FRANCE) Pro B – 1 place
- 2009 – 2010 ВК „ЦСКА“ (София), , Narbonne(FRANCE)
- 2001 – 2010 ВК „ЦСКА“ (София), , CEV CUP (2002-2003; 2006-2007), 2007-2008 – Bulgarian national championship – 1 place; Cup of Bulgaria (2001-2002;2007-2008 – 1 place; 2008-2009 – 2 place); 2008-2010 – CEV INDEZIT CHAMPIONS LEAGUE;

### Младежки отбори
- 2002 – National championship – 3 place
- 2000 – National championship – 1 place
- 1998 – 2002 – Младежки отбор ВК „ЦСКА“ (София)